# Мери Блер
Мери Блер (Dr. Mary Blair, Данидин, 27. фебруар 1880 — 1961.) била је новозеландска докторица, и прва жена која је дипломирала медицину на Новом Зеланду, и учесница Првог светског рата.

## Живот и каријера
Рођена је у Данидину на Новом Зеланду. у старој шкотској породици од оца Вилијама Њушам Блера  вишег инжењер за јавне радове. Након што је 1898. године, стекла средњошколско образовање, Мари се уписала колеџ за жене у Велингтону. Потом је 1899. наставила школовање на Универзитетском колеџу Викторија, а  од 1901. године  и на Универзитетском колеџу у Окланду, на коме је стекла  диплому 1902. године.
Да би усавршила своја знања из медицине, Мери Блер је отпутовала у Енглеску, и на Лондонском медицинском факултету за жене наставила даље школовање. После добијених звања лекара и хирурга на Универзитету у Лондону, 1907. године, провела је више од двадесет година нараду у Краљевској болници у Лондону. Од 1908. до 1911. била је асистент на анестезији, болнички хирург и старији асистент на педијатрији. Поред бављења приватном  праксе, прво у Кенсингтону, потом у Вестминстеру, др Мери је паралелно држала предавања и радила на Пројекту за јавну службу.
Британија је 4. августа 1914. објавила рат Немачкој. У првих пет месеци рата, до јануара 1915. године, преко 1.000.000 мушкараца јавило се у активну службу. Међутим, како није било довољно мушкараца да се супротставе растућим жртвама, уведена је регрутација марта 1916. којом је током Првог светског рата, регрутовање око 2,5 милиона људи. Међу њима је била и др Мери Блер, која је прихватила понуду др Елси Инглис у укључила се у рад једне од јединица Болнице шкотских жена за службу у иностранству.
По повратку из Француске др Мери Блер је до краја Првог светског рата (1919) радила као цивилни лекар у помоћном корпусу војске краљице Марије у болници у Ислеворту. После рата остала је у Енглеској, бавећи се приватном праксом у акушерству и гинекологији.
Преминула је 1962. у 81. години живота.

### Са Србима у Великом рату
Августа 1915. године др Мери Блер ја заједно са делом жена припадница организације Болница Шкотских жена, које су биле под њеном командом послата у Србију као испомоћ болници др Алисе Хачинсон која је радила у Ваљеву. Када се докторица Блер са својих шеснаест сарадница искрцала уу Солуну у другој половини месеца октобра, Србија већ била у повлачењу према Грчкој. тако да јој је наређено да се врате кући, уз  образложење да у Србији нема посла за њих. Ову наредбу др Мери није извршила, веће се са својим сарадницам настанила у просторије харема једне напуштене турске куће на једном брдашцету недалеко од Солуна, и ту била на чекању.
Када се почетком децембра указа се потреба за отварањем једне болничке јединице, за прихват избеглица из Србије. 9. децембра докторица Блер  је заједно са докторицом Андерсон, и сер Едвардом Бојлон у пратњи доктора Дурића  кранула  за Монастир (Битољ), уз финансијску подршку  Српског Потпорног Фонда. Преноћила је са сарадницима једну ноћ у Водени, а две у Флорини.
У Водени је било око 150 избеглих породица, међу којима је њих  50 захтевало  непосредну (хитну) помоћ, а касније и негу од неколико недеља.
У Флорини (која је северније, и ближа српској граници) стање је било још и горе, јер је било нешто рањених српских војника, учесника борби око Охридског језера, гладних, израњављених стопала, и још шест до седам стотина избеглица. По договору са сер Едвардом Бојлом који се постарао око њиховог смештаја, др Мери Блер, уз помоћ једног доктора и шест медицинских сестара из оближње (руске) болнице, организовала њихово здравствено збрињавање.
 

Упркос свим потешкоћама које су постојале у Солуну др Мери је успела да организује премештање болесника и избеглица на даље лечење из Флорина и Водене у привремену болницу у Солуну. Када је стигла је понуда француске владе да се избеглице и болесници бесплатно превезу  до Ајача и тамо сместе, др Мери је организовала њихову евакуацију у неколико група и са сваком групом је ишао и известан број особља како би бринуо о избеглицама све време путовања.
По доласку на Корзику др Мери Блер  не само да је учествовала у оснивању Болнице шкотских жена - Јединица Корзика  на Корзици, већ је била и њена прва управница. Болница шкотских жена у Ајачу на Корзици, која је на почетку имала капацитет од 60 постеља, од којих је 40 било намењено мушкарцима и 20 женама  званично је почела са радом 8. октобра 1915. и радила је до априла 1919. године.

## Признања
За посебне залуге у збрињавању избеглог српског народа у Великом рату, Краљевина СХС  одликовала је др Мери Блер Орденом Светог Саве, IV реда.